# Gosselding (Buchbach)
Gosselding ist ein Gemeindeteil der Gemeinde Buchbach im oberbayerischen Landkreis Mühldorf am Inn.

## Lage
Die Einöde Gosselding liegt 1,25 Kilometer nordöstlich von Buchbach in der Gemarkung Felizenzell.

## Geschichte
Gosselding wurde 1482 zum ersten Mal urkundlich erwähnt. In den 1970er Jahren nutzte der Verband Christlicher Pfadfinderinnen und Pfadfinder den Hof als Jugendbegegnungsstätte. Die damalige Hausverwaltung gründete zusammen mit weiteren Unterstützern den Förderverein Gosselding e.V. und übernahm 1985 die Gebäude. Daraufhin wurde ein baufälliger Teil des Hauptgebäudes abgerissen und neu aufgebaut, der Altbau wurde komplett saniert und modernisiert. Darin wurde eine Wohnung für Kleingruppen errichtet, und seit 2005 ist das Haus wieder in Betrieb, so dass Jugendgruppen aller Art es für Freizeiten, Klassenfahrten, Seminare oder ähnliches mieten können.

## Bevölkerungsentwicklung
Um 1871 gab es in Fischbach neun Einwohner. Im Mai 1987 war das dortige Wohngebäude während der Umbaumaßnahmen vorübergehend unbewohnt.
| Jahr      | 1871 | 1925 | 1950 | 1970 | 1987 |
| Einwohner | 8    | 9    | 6    | 2    | 0    |